# Raphael Georg Kiesewetter

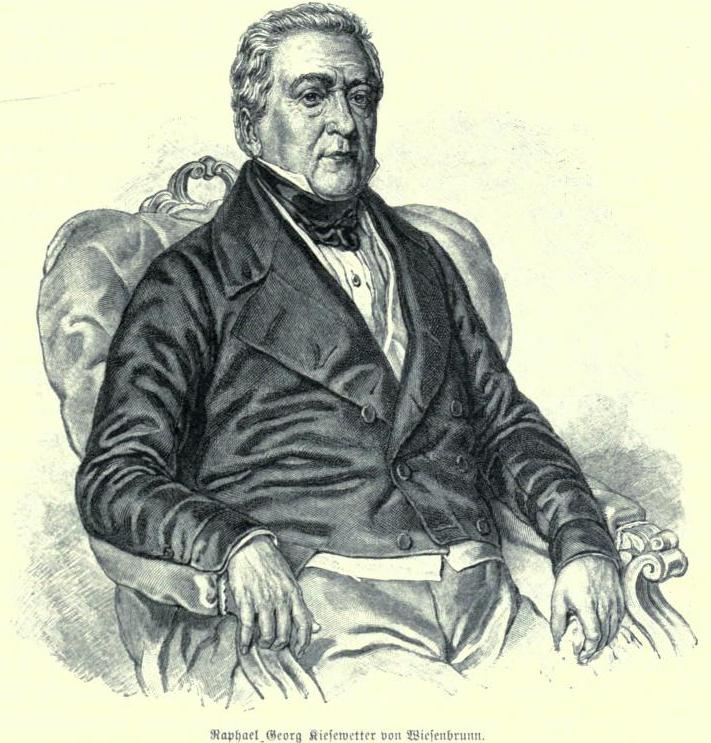
Raphael Georg Kiesewetter.

Raphael Georg Kiesewetter (adlad Edler von Wiesenbrunn), född 29 augusti 1773 i Mähren, Österrike-Ungern, död 1 januari 1850 nära Wien, var en österrikisk musikskriftställare.
Kiesewetter var tjänsteman i österrikiska hovkrigsrådet och blev 1845 pensionerad som kejserlig hovråd. Redan från barndomen utförde han musikaliska forskningar. Han studerade ännu 1803 generalbas och kontrapunkt för Johann Georg Albrechtsberger och Hartmann samt blev slutligen en auktoritet på musikhistoriens område, liksom senare August Wilhelm Ambros, vars morbror han var.